# Distrito electoral de Beaver (condado de Boone, Nebraska)
Beaver (en inglés: Beaver Precinct) es un distrito electoral ubicado en el condado de Boone en el estado estadounidense de Nebraska. En el Censo de 2010 tenía una población de 866 habitantes y una densidad poblacional de 7,06 personas por km².

## Geografía
Beaver se encuentra ubicado en las coordenadas 41°33′30″N 97°55′9″O / 41.55833, -97.91917. Según la Oficina del Censo de los Estados Unidos, Beaver tiene una superficie total de 122.69 km², de la cual 122.67 km² corresponden a tierra firme y (0.02%) 0.02 km² es agua.

## Demografía
Según el censo de 2010, había 866 personas residiendo en Beaver. La densidad de población era de 7,06 hab./km². De los 866 habitantes, Beaver estaba compuesto por el 97.69% blancos, el 1.15% eran afroamericanos, el 0.46% eran asiáticos, el 0.46% eran de otras razas y el 0.23% pertenecían a dos o más razas. Del total de la población el 1.15% eran hispanos o latinos de cualquier raza.